# Caarapó
Caarapó es un municipio brasileño ubicado en el estado de Mato Grosso do Sul.

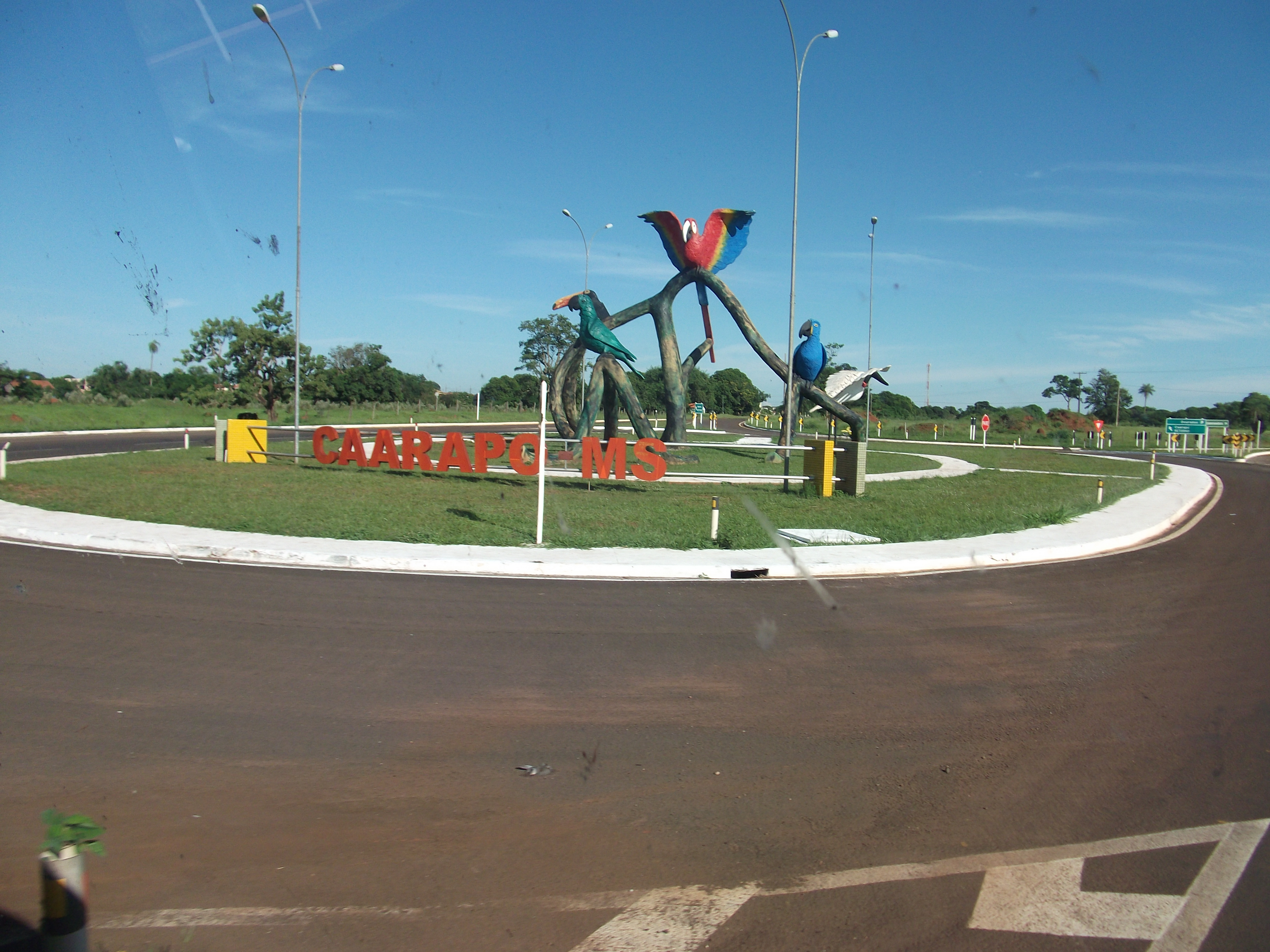

## Historia
Caarapó fue ocupada por gauchos, que se dedicaban a la creación de vacunos y la producción de la yerba.
En el principio era llamada Santa Luzia, donde actualmente está ubicado el municipio de Juti.
Manuel Benítez y Nazario de León fundaron al municipio el 20 de diciembre de 1958.

## Geografía
Según los datos del IBGE, en el censo de 2007 Caarapó posee 22,723 habitantes, y la superficie es de 2,089 km².
Ubicado en el suroeste del estado, limita con los municipios de Amambai, Juti, Dourados, Fatima do Sul, y Laguna Carapá.